# Sudża (rzeka)
Sudża (ros. Суджа) – rzeka na południowym zachodzie europejskiej części Rosji, w obwodzie kurskim (w rejonie bolszesołdatskim i sudżańskim).

## Geografia
Jest prawym dopływem rzeki Psioł. Jej długość to 63 km, a powierzchnia dorzecza – 1102 km².
Rzeka wypływa ze źródeł na Wyżynie Środkoworosyjskiej w rejonie bolszesołdatskim obwodu kurskiego (okolice sieła Załomnoje), a do Psioła wpada w rejonie sudżańskim (w pobliżu dieriewni Kuriłowka).

## Dopływy
Główne dopływy Sudży to: Skorodnaja (22 km), Worobża (28 km), Iwnica (23 km), Łoknia (26 km), Małaja Łoknia (24 km), Smierdica (17 km), Rżawa (9 km), Olesznia (12 km), Konopielka (16 km).

## Miejscowości nadrzeczne

### Rejon bolszesołdatski
Załomnoje, Wiesiołyj, Wydrin, Kukuj, Bolszoje Sołdatskoje, Pierwomajskaja, Niżniaja Parowaja, Jamskaja Stiep

### Rejon sudżański
Nowoczerkasskij, Russkoje Poriecznoje, Kosica, Czerkasskoje Poriecznoje, Prawda, Iwaszkowskij, Zazulewka, Kubatkin, Bogdanowka, 2-oj Kniażyj, 1-yj Kniażyj, Zaoleszenka, Sudża, Zamostje, Podoł, Machnowka, Kuriłowka